# GAC Trumpchi GA 3

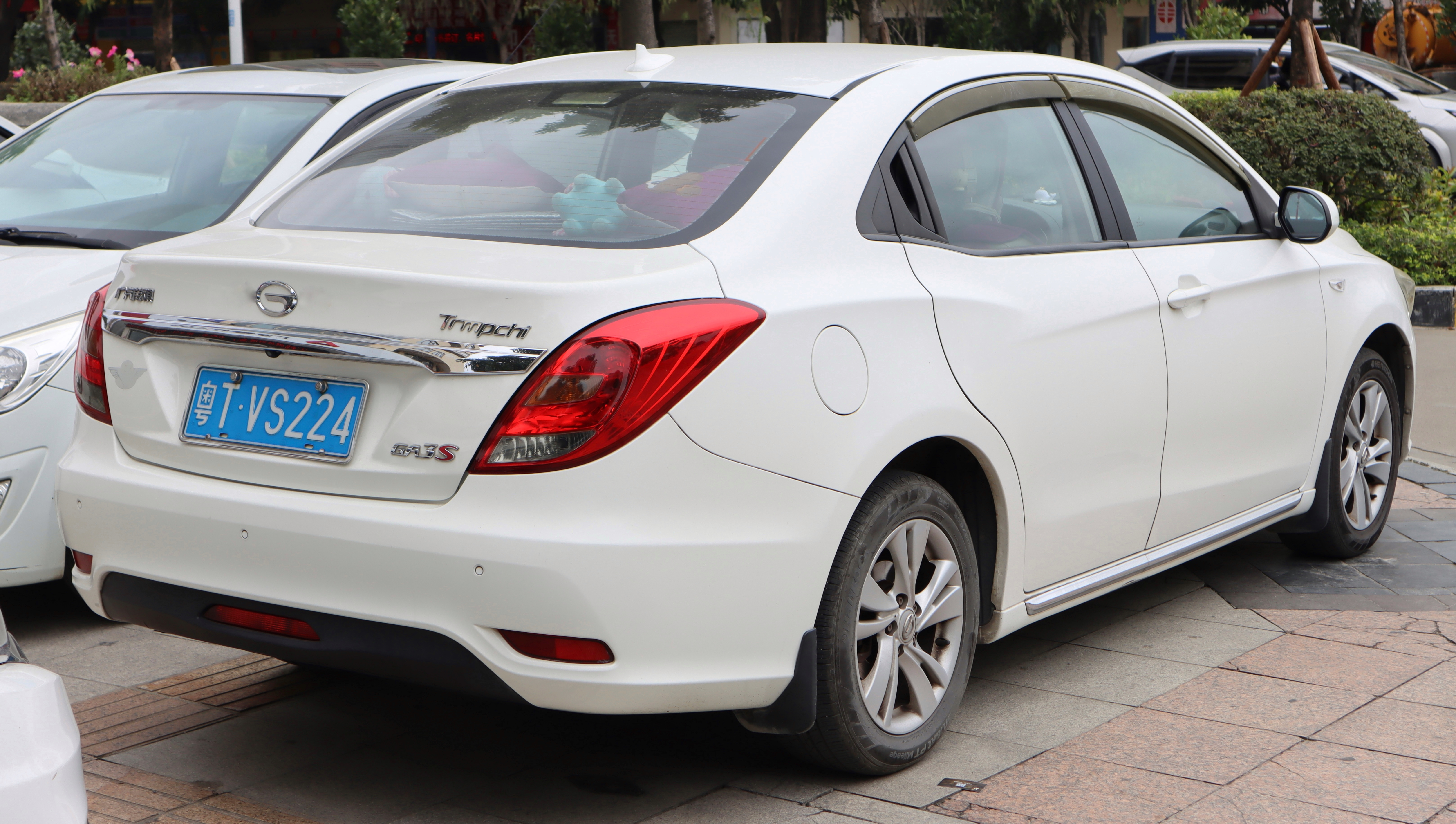
Heckansicht

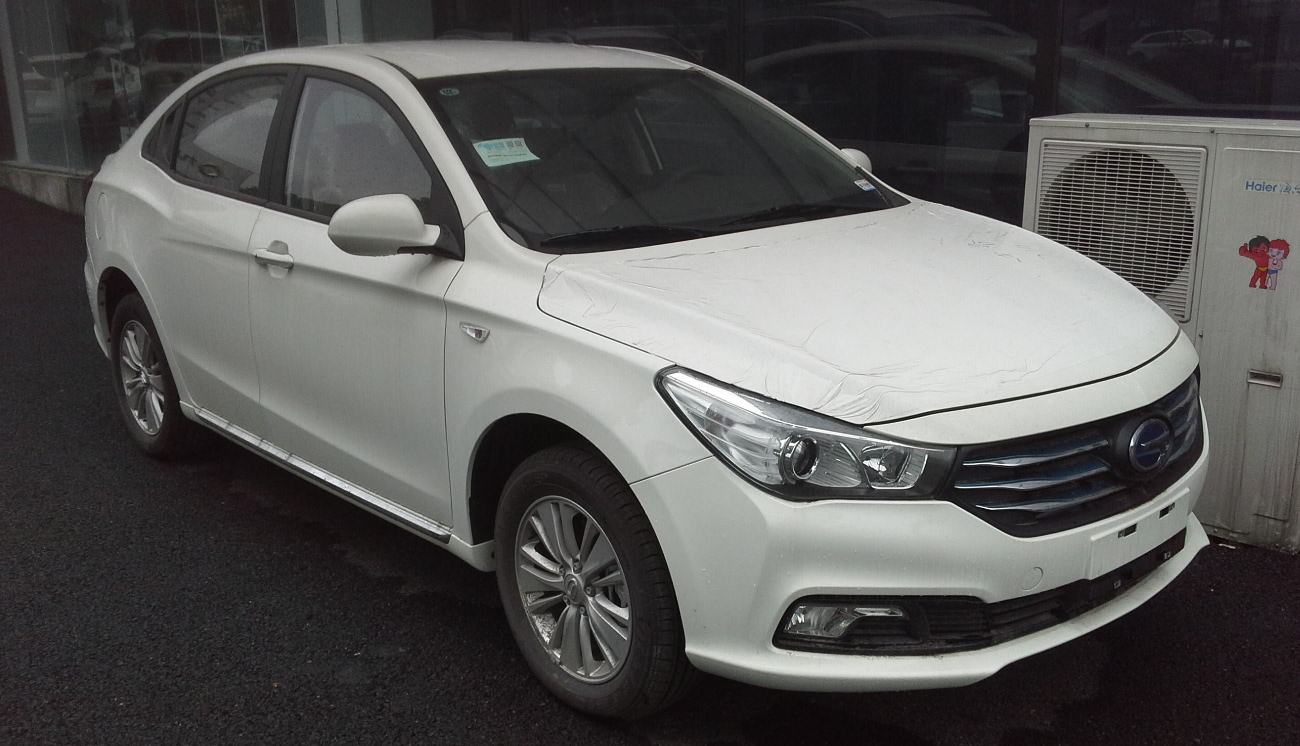
GAC Trumpchi GA 3S PHEV (2017–2019)

Der GAC Trumpchi GA 3 ist eine Limousine der Kompaktklasse der Submarke GAC Trumpchi der chinesischen Guangzhou Automobile Group.

## Geschichte
Erstmals der Öffentlichkeit wurde das Fahrzeug auf der Shanghai Auto Show 2013 präsentiert. Im Juli 2013 startete die Auslieferung des GA 3 in China. Im August 2014 brachte GAC Trumpchi mit dem GAC Trumpchi GA 3S eine Sportversion auf den Markt. Ab Frühjahr 2017 war außerdem eine Variante mit einem Plug-in-Hybrid-Antrieb erhältlich. Außerhalb von China wurde die Limousine nicht angeboten.

## Technische Daten
Der GA 3 wird ausschließlich von einem 1,6-Liter-Vierzylinder-Ottomotor mit Saugrohreinspritzung und 90 kW (122 PS) angetrieben. Für den GA 3S ist zusätzlich noch ein aufgeladener 1,3-Liter-Vierzylinder-Ottomotor mit 101 kW (137 PS) erhältlich.
Der 2017 eingeführte Plug-in-Hybrid wird von einem 71 kW (97 PS) starken 1,5-Liter-Vierzylinder-Ottomotor in Kombination mit einem 130 kW (177 PS) starken Elektromotor angetrieben. Der Akku hat eine Kapazität von 12 kWh, die elektrische Reichweite gibt der Hersteller mit 60 km an.
| Kenngrößen                                  | GA 3/GA 3S 1.6              | GA 3S 200T                   | GA 3S PHEV                  |
| Bauzeitraum                                 | 07/2013–04/2019             | 08/2014–04/2019              | 04/2017–04/2019             |
| Motorkenndaten                              |                             |                              |                             |
| Motortyp                                    | R4-Ottomotor                | R4-Ottomotor                 | R4-Ottomotor + Elektromotor |
| Hubraum                                     | 1598 cm³                    | 1325 cm³                     | 1495 cm³                    |
| max. Leistung Verbrennungsmotor             | 90 kW (122 PS) bei 6300/min | 101 kW (137 PS) bei 5500/min | 71 kW (97 PS) bei 5500/min  |
| max. Leistung Elektromotor                  | —                           | —                            | 130 kW (177 PS)             |
| max. Drehmoment Verbrennungsmotor           | 158 Nm bei 4500/min         | 202 Nm bei 1500–4200/min     | 120 Nm bei 1200–5000/min    |
| max. Drehmoment Elektromotor                | —                           | —                            | 300 Nm                      |
| Kraftübertragung                            |                             |                              |                             |
| Antrieb, serienmäßig                        | Vorderradantrieb            | Vorderradantrieb             | Vorderradantrieb            |
| Getriebe, serienmäßig                       | 5-Gang-Schaltgetriebe       | 5-Gang-Schaltgetriebe        |                             |
| Getriebe, optional                          | [4-Gang-Automatikgetriebe]  | —                            | —                           |
| Messwerte                                   |                             |                              |                             |
| Höchstgeschwindigkeit                       | 190 km/h [175 km/h]         | 195 km/h                     | 180 km/h                    |
| Beschleunigung, 0–100 km/h                  | 12,5 s                      |                              | 9,9 s                       |
| Kraftstoffverbrauch auf 100 km (kombiniert) | 6,3 l Super [6,6 l Super]   | 5,9 l Super                  | 1,7 l Super                 |